# Séchage du bois
Le séchage du bois est le processus par lequel on amène du bois frais au taux d'humidité souhaité pour son utilisation.

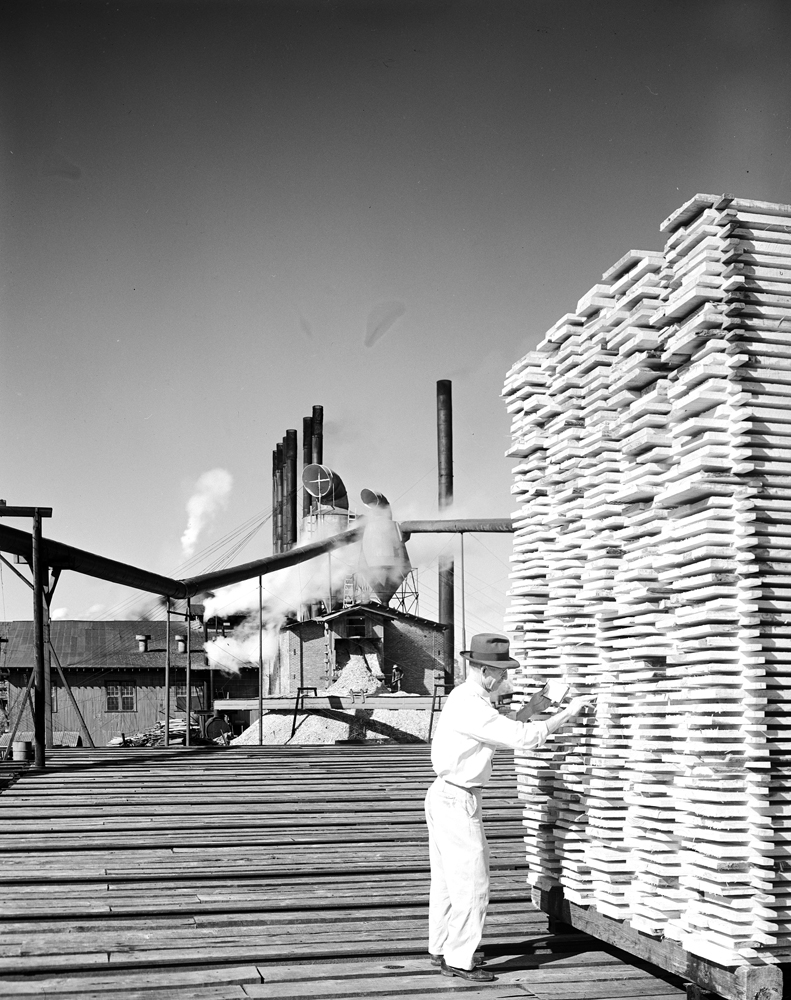
Employé vérifiant l'évolution du séchage en plein air de planches fraichement sciées (Texas and Pacific Railway Company, vers 1946)

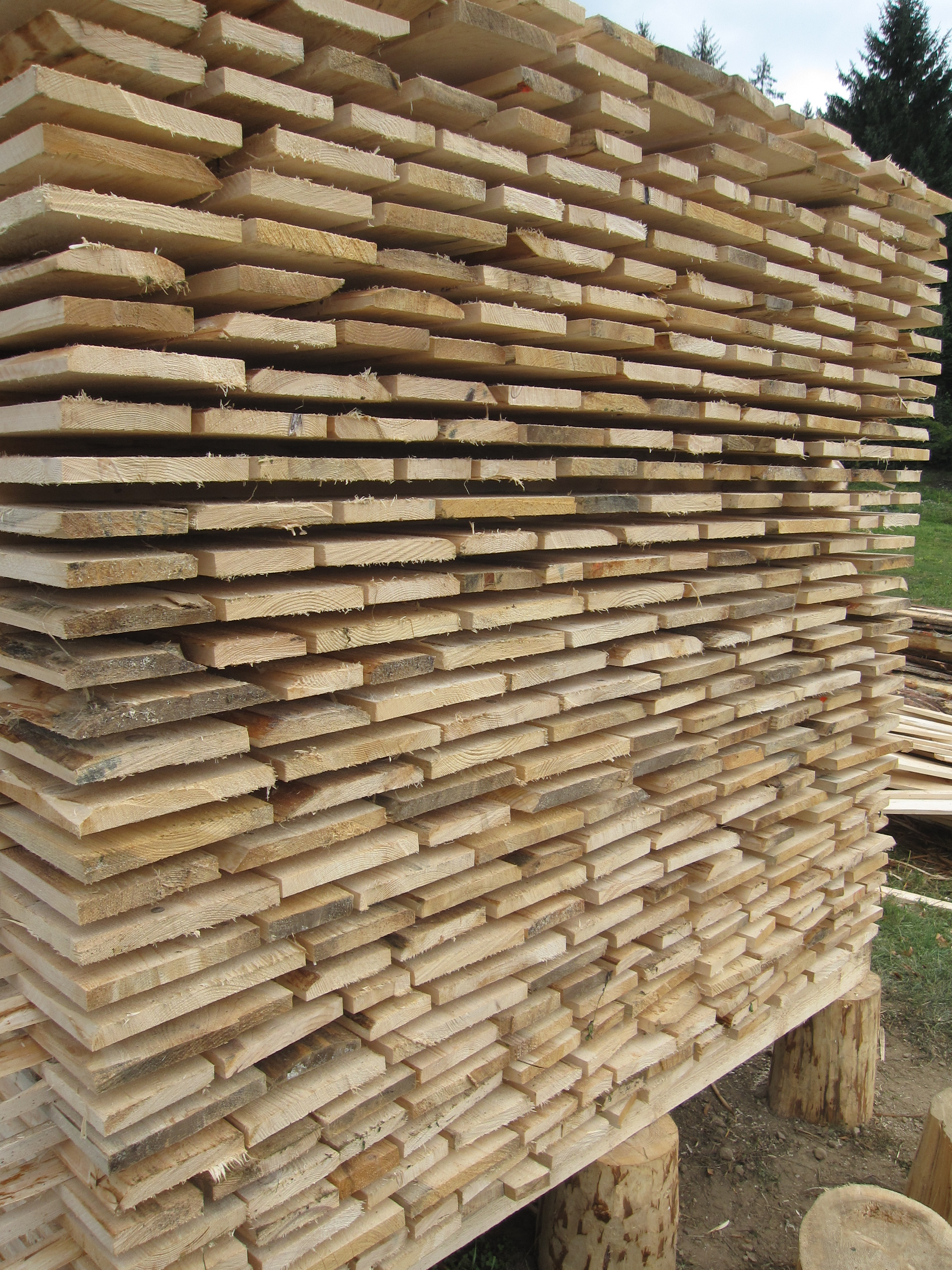
Détail d'une piles de planches entreposées pour séchage, espacées par des baguettes de bois

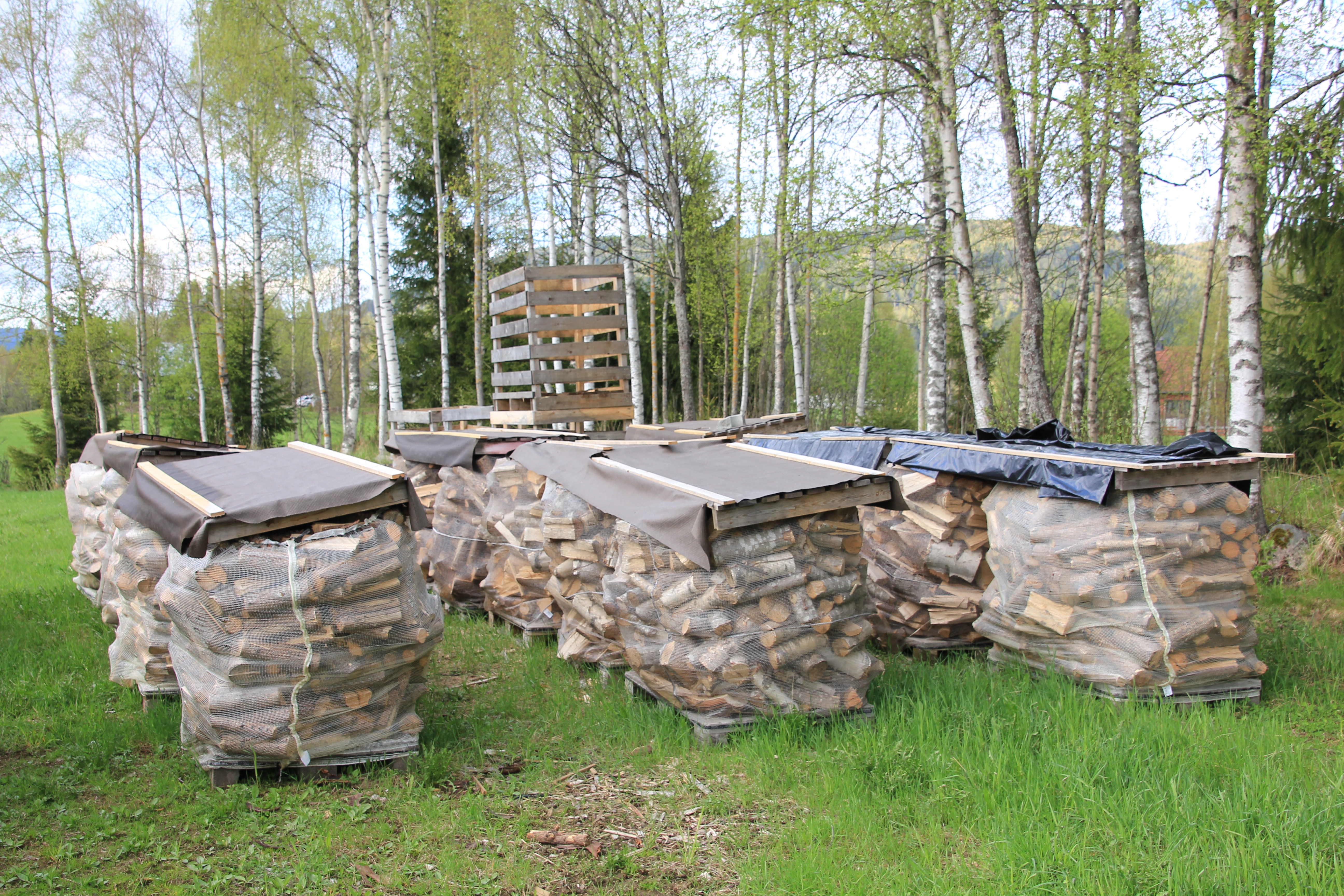
Séchage de bois de bouleau en sac, sur palettes, en extérieur

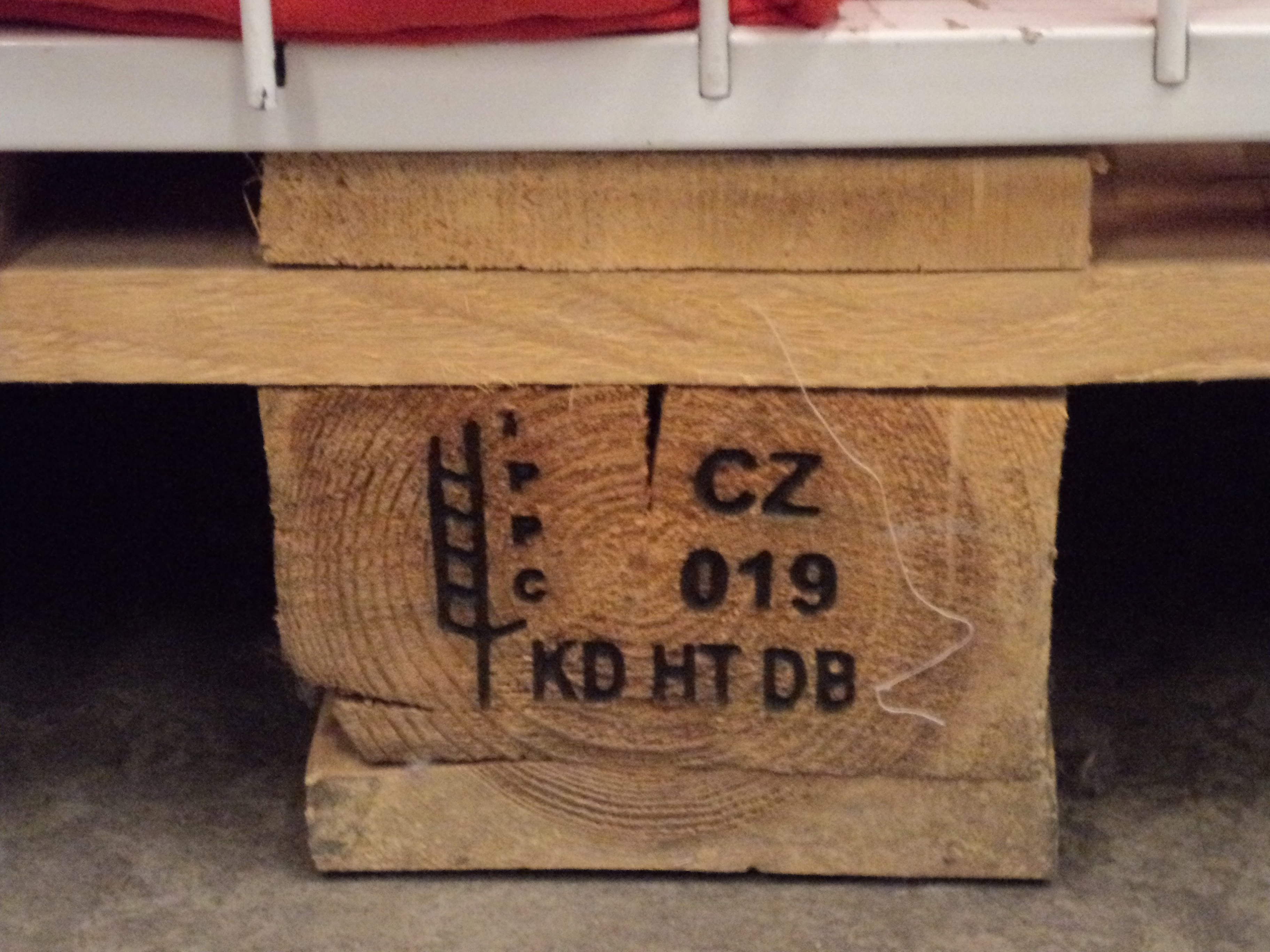
Marque de l' IPPC sur un élément de palette de bois, indiquant KD: kiln-dried, HT: heat treated et DB: debarked. Tout membre de l'IPPC devrait ainsi marquer de la sorte ses stocks de bois mis en vente et transportés (traçabilité).

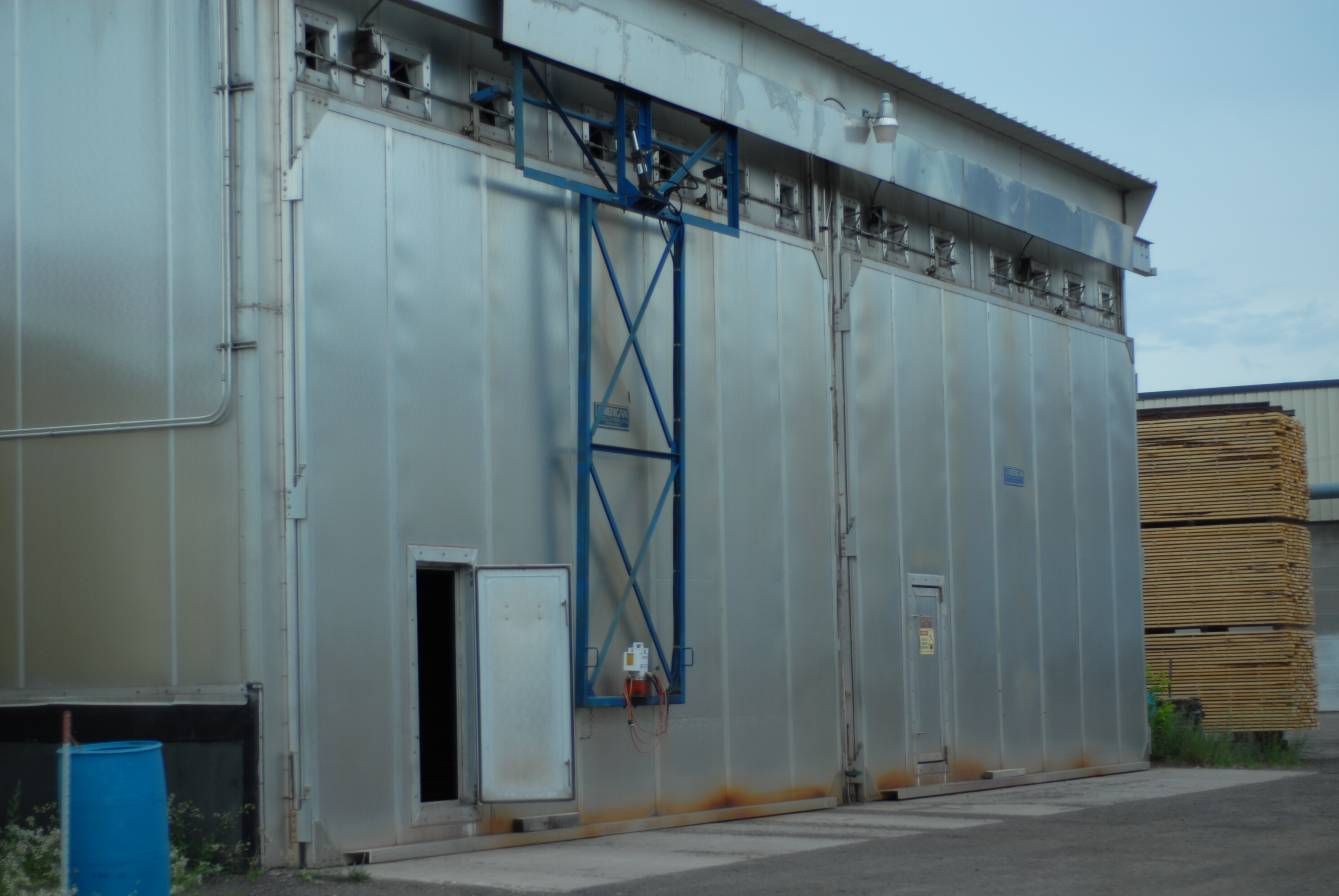
Séchoir à bois (pour de l'érable dans ce cas)

Le bois sec est plus facile à transporter (plus léger), et plus apte à être mis en œuvre ou brûlé.

## Objectifs du séchage

### Bois-matériau
Le bois subit (jusqu'au niveau cellulaire) des variations dimensionnelles et des déformations quand son taux d'humidité varie (phénomène dit d'« anisotropie de retrait au séchage »). Le bois de tension ou de pression peuvent réagir différemment à un séchage trop rapide,.  
Si l'on met en œuvre une pièce de bois (dans un meuble par exemple) et que son humidité varie ensuite, elle n'aura donc plus les mêmes dimensions, voire plus la même forme. Les pièces peuvent alors se disjoindre ou se fendre sous l'action des assemblages.
Le bois d'œuvre est donc séché, après son premier débit (en scierie ; car sécher rapidement un grume entière provoque l'apparition de fentes (gerces) dans le bois sous l'effet des retraits différentiel (dans les différentes directions, lesquels ont la plupart du temps des valeurs différentes).
Les viticulteurs apprécient pour leurs tonneaux le bois de chêne séché naturellement (« maturation » du bois), dans des conditions permettant le développement de bactéries et certains champignons et l'évolution de certains composés aromatiques volatils propres au bois de chêne (composés polyphénoliques notamment).

### Bois-énergie
On sèche aussi (en forêt parfois) le bois énergie (bois-bûche notamment), pour un autre motif : son pouvoir calorifique augmente quand son taux d'humidité diminue (il y a alors moins d'eau à évaporer lors de la combustion). Remarque : ceci ne vaut pas pour la carbonisation hydrothermale de déchets de bois qui au contraire doivent être humide.

## Types de séchages

### Séchage naturel
Jusqu'à l'arrivée des séchoirs industriels[Quand ?], le seul moyen de séchage disponible était de laisser le bois à l'abri des intempéries (sous un toit) pendant plusieurs mois, voire plusieurs années.
Ce type de séchage est utilisé marginalement dans les pays occidentaux, en ce qui concerne le bois d'œuvre.[réf. nécessaire] Pour le bois énergie (bois bûche ou plaquettes), c'est le seul séchage rentable ; il n'est cependant pas réalisé systématiquement pour les plaquettes.
Certains bois destinés à la marine ou à la construction de roues à aubes de moulins étaient autrefois d'abord immergés durant quelques mois ou années (ils perdaient leurs sucres et d'autres nutriments solubles dans l'eau) puis séchés. Ils résistaient alors mieux à la putréfaction. 

### Séchage artificiel
Le principe d'un séchoir consiste à accélérer l'évaporation de l'eau par chauffage (en étuve éventuellement) ou aération mécanique du bois. Il peut alors augmenter l'empreinte écologique ou l'empreinte carbone du bois 
Le taux d'humidité et la température sont soigneusement contrôlés au cours du séchage pour éviter de créer des dommages au bois.
Le séchage artificiel est une procédure complexe car le bois est naturellement un isolant thermique et, selon les essences et la taille des pièces de bois, la chaleur ne se transfère pas de la même manière ni à la même vitesse dans le bois. Le séchage artificiel présente des risques s'il est mal conduit (s'il est trop brutal, les parties externes du bois sèchent notablement plus vite que ses parties centrales. Le retrait, qui n'est alors pas identique partout, peut alors créer des contraintes se manifestant par des torsions ou ruptures).
Le séchage peut être dissymétrique ou être effectué sous charge.

## Influence du séchage sur le taux de carbone
Le séchage engendre un léger retrait du bois ; le taux de carbone augmente donc (à volume identique). Cependant une petite partie du carbone naturellement contenu dans le bois l'est sous forme volatile (en partie responsable de l'odeur propre à diverses essences). Cette part est évacuée vers l'atmosphère au séchage. 

Ainsi l'analyse en 2011 de carottages de 59 essences forestières tropicales (panaméennes) a montré que les valeurs précédemment publiées pour les taux de carbone du bois avaient négligé de prendre en compte de la part de carbone volatil des bois tropicaux (COV).  On trouve significativement plus de carbone dans les échantillons de bois frais congelés que dans ceux qui ont été séchés au four ; la différence est de 2,48 ± 1,28% du bois sec dans ce cas, c'est-à-dire en moyenne pour ces 59 essences panaméennes). Si l'on admet sur ces bases et en tenant compte des vrais taux de carbone contenu par ces 59 espèces et non des taux de carbone génériques habituellement utilisés pour évaluer les puits ou stocks de carbone en zone tropicale, alors on a surestimé les stocks de Carbone forestiers d'environ 3,3 à 5,3%, l'erreur de surestimations serait importante (ex : de 4,1 à 6,8 Mg C par hectare pour une parcelle forestière de 50 ha (dynamique) sur l'Île Barro Colorado au Panama. Cette erreur s'ajoute aux erreurs/incertitudes de comptabilisation des modèles allométriques et d'évaluation de la biomasse souterraine et cette même étude a aussi mis en évidence une grande variation de leurs teneurs en carbone même parmi des espèces co-occurrentes.
Utiliser en zone tropicale des barèmes de taux de carbone plus fidèles à la réalité, par espèce, améliorerait les estimations locales et mondiales de stocks planétaires de carbone .